# ジョフロイネコ
ジョフロイネコ（Leopardus geoffroyi）は、食肉目ネコ科オセロット属に分類される食肉類。別名ジェフロイネコ、ジェフロワネコ、標準和名ジョフロワネコ。
普通のネコほどの大きさの、おそらく南アメリカで最も多い野生の猫である。毛皮には黒い斑点があるが、地の色は地域によって変わる。北方では茶色がかった黄色が多いが、南方では灰色である。真っ黒なものも珍しくはない。
ジョフロイネコはネズミ、小さいトカゲ、昆虫、時にはカエルや魚を捕まえて食べる、地域の食物連鎖の頂点に立つ種である。現在は十分な数がいるが、その毛皮を目的に狩りの対象となっているため、自然保護論者から注目されている。
体長は60cm程度で、比較的長めの31cmの尾を持つ。体重は2-4kgしかないが、8kgに達した個体も報告されている。この猫を飼いならそうという試みも行われているが、いずれも上手くいっていない。妊娠したメスは子猫を生む場所を、細心の注意を払って探すようになる。ジョフロイネコの子猫の成長はとても早く、わずか6週間で完全に移動できるようになる。
アンデス山脈、パンパ、グランチャコに棲息している。

## 分布
アルゼンチン、ウルグアイ、チリ南部、パラグアイ、ブラジル南部、ボリビア南部

## 形態
体長45 - 70センチメートル。尾長26 - 35センチメートル。体重2 - 3.5キログラム。チリ産のオスで体長57 - 88センチメートル、アルゼンチン産のオスで体重4.3 - 7.8キログラムという報告例もある。南部個体群は大型で体毛が長く、毛色が灰色を帯びる傾向がある。毛色は地域変異があり、低地個体群は黄褐色や黄土色。腹面は白やクリーム色。頬に2本の縞模様が入る。頭頂部や頸部に筋状の暗色斑が入る。耳介の後方は黒い体毛で被われ、白い斑点が入る（虎耳状斑）。背や体側面には黒い斑点が入る。尾には12 - 16本の黒い輪状斑が入る。

## 分類
名前はEtienne Geoffroy Saint-Hilaireに由来する。
大きさや毛色で亜種に分かれるとされる。以下の亜種の分類はMSW3（Wozencraft, 2005）・IUCN SSC Cat Specialist Group (2017)、分布はIUCN SSC Cat Specialist Group (2017) に従う
Leopardus geoffroyi geoffroyi (d'Orbigny & Gervais, 1844)
アルゼンチン中部以南、チリ
Leopardus geoffroyi euxanthus (Pocock, 1940)
アルゼンチン北部、ボリビア
Leopardus geoffroyi leucobaptus (Pocock, 1940)
Leopardus geoffroyi paraguae (Pocock, 1940)
アルゼンチン北東部、ウルグアイ、パラグアイ、ブラジル南東部
Leopardus geoffroyi salinarum (Thomas, 1903)
アルゼンチン北西部
一方でIUCN SSC Cat Specialist Group (2017) では分布や形態が重複する・ミトコンドリアDNAの分子系統解析から亜種の分割が支持されなかったことなどから、亜種を認めていない

## 生態
標高3,300メートル以下にある、開けた森林やサバンナ・チャコ・ステップなどを含む草原・沼地などの様々な環境に生息する。地表棲傾向が強いが、物に登ることもできる。
小型哺乳類や鳥類などを食べると考えられている。ウルグアイでは消化管の内容物調査から、齧歯類、鳥類、カエル、魚類が検出された例もある。
繁殖様式は胎生。北アメリカの飼育下では周年繁殖するが、主に2 - 8月に発情する。交尾は短時間で高頻度に行い、1日あたり8 - 150回に達することもある。飼育下での妊娠期間は62 - 76日。1回に2 - 3頭の幼獣を産む。生後8 - 9日で開眼する。

## 人間との関係
分布が広いことから絶滅のおそれは低いと考えられている。1960 - 1980年代にかけて毛皮用に乱獲されたため、以前は絶滅のおそれがあると考えられていた。生息地の破壊、交通事故、害獣としての駆除、毛皮用の密猟、イヌによる捕食などによる影響が懸念されている。アルゼンチンでは2地点の保護区でFIPやFPL・犬ジステンパー・ネコカリシウイルス・トキソプラズマ・犬糸状虫症などの抗体を持った個体が発見されており、家畜からの感染症による影響も懸念されている。1977年にネコ科単位でワシントン条約附属書IIに、1992年にワシントン条約附属書Iに掲載されている。